# Ruben Wallström
Gustaf Ruben Wallström, född 19 juli 1888 i Gävle, död 11 maj 1953 i Gävle, var en svensk modellör, målare och skulptör.
Han var från 1912 gift med Elsa Matilda Karlsson (1885–1963). Efter studier vid Högre konstindustriella skolan och Althins målarskola anställdes Wallström som modellör vid Gefle porslinsfabrik. Han var verksam vid fabriken i över 40 år fram till sin död. Vid Gefle formgav han flera serviser, bland annat Mullbär som blev en av fabrikens mest populära modeller men även Bibo, Fruckt, Fyris, Verona, Gun, Marietta och René, flera av dem tillsammans med Eugen Trost. Vid sidan av sitt arbete med fajansleran var han verksam som målare. Separat ställde han ut några gånger i Gävle och han medverkade i Liljevalchs utställningar Salongen och Allmän vårutställning samt samlingsutställningar i Hudiksvall, Söderhamn, Bollnäs och ett flertal gånger i Gävleborgs läns konstförenings utställningar i Gävle. Hans konst består till stor del av blomsterstilleben och mindre djurskulpturer i lera. Wallström är representerad vid Länsmuseet Gävleborg. Han är begravd på Skogskyrkogården i Stockholm.